# Rasova, Gorj
Rasova este un sat în comuna Bălești din județul Gorj, Oltenia, România. Se află în partea de central-vestică a județului, în Subcarpații Gorjului.

## Vezi și
- Biserica de lemn din Rasova